# Moura Lympany
Moura Lympany (Saltash, 18 de agosto de 1916-Gorbio, 28 de marzo de 2005) fue una pianista inglesa.

## Biografía
Nació como María Gertrudis Johnstone en Saltash, Cornualles. Su padre era un oficial del ejército que había servido en la Primera Guerra Mundial y su madre fue la que originalmente la enseñó a tocar el piano. María fue enviada a un internado en Bélgica, donde su talento musical fue alentado y a continuación fue a estudiar a Lieja, después ganó una beca para estudiar en la Royal Academy of Music en Londres.
Después de hacer una audición para el director Basil Cameron, debutó con él en Harrogate, en 1929, a los doce años, tocando el Concierto de Mendelssohn, el único concierto que ella había memorizado hasta ese momento. Fue Cameron quien le propuso adoptar un nombre artístico para el concierto y eligió un diminutivo ruso del nombre de María, Moura, junto con una antigua ortografía de su apellido materno, Limpenny. Después fue a estudiar a Viena con Paul Weingarten, y a Londres con Mathilde Verne, que había sido alumna de Clara Schumann y Tobias Matthay. En 1935, hizo su debut en Londres en el Wigmore Hall, y en 1938 quedó segunda después de Emil Gilels en el Concurso Internacional de Música Reina Isabel en Bruselas. Durante la Segunda Guerra Mundial, fue una de las más populares pianistas en Inglaterra.
El 13 de abril de 1940 hizo el estreno británico del Concierto para Piano de Khachaturian, una de las obras más estrechamente asociados con ella. Se encargó de la interpretación cuándo Clifford Curzon la dejó por no ser capaz de aprenderlo a tiempo.
El 25 de febrero de 1945, con Adrian Boult, Lympany fue la primera música Británica en actuar en París después de la Liberación. Tocó el Concierto n.º 1 para piano y orquesta de Alan Rawsthorne y el Concierto para piano y orquesta de Khachaturian, con Boult dirigiendo a la Orquesta del Conservatorio de París. Aunque en toda esta época, tocó el concierto de Rawsthorne con Boult varias veces, incluso con la BBC Symphony Orchestra en Londres, el 12 de octubre de 1945, no fue hasta 1958 que su grabación con Herbert Menges y la Philharmonia Orchestra , fue editada en el sello HMV.
En 1944 se casó con Colin Defries, 32 años mayor que ella, pero se divorció en el año 1950. En 1951 se casó con Bennet Korn, un estadounidense, ejecutivo de televisión, y se mudó a los Estados Unidos. Lympany quería empezar una familia, pero tuvo dos abortos, y un hijo que murió poco después de nacer. Ella y Bennet Korn se divorciaron en el año 1961. Algunos años más tarde se convirtió en una amiga cercana del Primer Ministro Británico y músico aficionado Edward Heath. Amigos comunes expresaron su esperanza de que pudieran casarse, pero esto no sucedió.
Después de la guerra se hizo más ampliamente conocida, tocando en toda Europa y en los Estados Unidos, Canadá, Australia, Nueva Zelanda y la India. Cuando vivía en Nueva York, Lympany continuó su carrera de conciertos y grabaciones. Lympany fue una pianista de Steinway y participó en su Concierto de Centenario, el 19 de octubre de 1953, en el que diez pianistas tocaron una Polonesa de Chopin. El ensayo de esta pieza fue grabado y difundido por Ed Sullivan en su programa de televisión, en ese tiempo llamado Brindis de la Ciudad. Lympany también dio un recital en el Carnegie Hall el 20 de noviembre de 1957. El programa de mano anunciando su actuación contiene una cita de los Angeles Herald que expresa: "Desde los días de Clara Schumann y Teresa Carreño, han sido pocas las mujeres pianistas que podrían ser contadas entre los grandes. Moura Lympany ha dado pruebas de poseer cualidades que la colocan muy alta entre sus históricas colegas."
En 1969 a Lympany le fue diagnosticado un cáncer de mama y su mama izquierda fue extirpada. Tres meses después de la operación tocó la obra de Prokófiev, Concierto para Piano n.º 4 de la Mano Izquierda en el Royal Festival Hall, de Londres. Más tarde sufrió una segunda mastectomía pero continuó trabajando y adquirió una renovada popularidad. En 1979, cincuenta años después de hacer su debut, actuó en el Royal Festival Hall ante elPríncipe de Gales y al año siguiente fue nombrada Comandante de la Orden del Imperio Británico (CBE).
En 1981 fundó el Festival Rasiguères de Música y Vino, una cita anual cerca de Perpiñán, Francia (para la que la Manchester Camerata fue la orquesta residente), que duró 10 años. También ayudó al Príncipe Louis de Polignac a establecer, en 1986, el Festival des Sept Chapelles en Guidel, Bretaña. A partir de mediados de la década de los 80 residió en Mónaco. 
Moura - Su Autobiografía, escrita con su prima, la autora Margot Strickland, fue publicada por Peter Owen en 1991. En 1992 fue nombrada Dama Comandante de la Orden del Imperio Británico (DBE). También recibió honores de los gobiernos belga, francés y portugués.

## Muerte
Moura Lympany murió en Gorbio cerca de Menton, Francia, en 2005, a los 88 años. Su archivo fue depositado en el Internacional Piano Archives en la Universidad de Maryland, College Park.

## Legado
Una sucesión de reediciones de sus grabaciones de archivo ha contribuido a mantener su reputación y a su introducción a las generaciones posteriores. Estas reediciones incluyen los CD editados por Dutton (Mozart K. 414 y K. 467), Marfil Classics (Mendelssohn, Litolff, Liszt), Olympia (Rajmáninov y Prokófiev), Pristine Audio (Saint-Saëns, Concierto para Piano y orquesta n.º 2) y Testament (Preludios de Rajmáninov).

## Grabaciones notables
- Brahms, Intermezzi (EMI)
- Beethoven, Piano Concerto No 5 (Emperor),Stadium Concerts S.O. Cond. Thomas Scherman (1957)
- Chopin, The Complete Nocturnes (Angel)
- Chopin, 24 Preludes, Op. 28 (Erato)
- Khachaturian, Piano Concerto (Decca)
- Prokófiev, Piano Concerto n.º 1 (Angel)
- Prokófiev, Piano Concerto n.º 3 (Decca)
- Rajmáninov, Piano Concerto n.º 1 (Angel)
- Rajmáninov, Piano Concerto No. 2 (HMV)
- Rachmaninoff, Piano Concerto No. 3 (Decca)
- Rachmaninoff, 24 Preludes (Erato) (1994)  (Everest Records)
- Alan Rawsthorne, Piano Concerto No. 1 (HMV)
- Saint-Saëns, Piano Concerto No. 2 in G minor (Pristine Audio)
- Schubert, Piano Quintet in A "The Trout" – con solistas de la London Philharmonic Orchestra (EMI)
- Litolff, Concerto Symphonique No. 4 in D minor (Ivory Classics)